# Rheinische Porzellanfabrik Mannheim

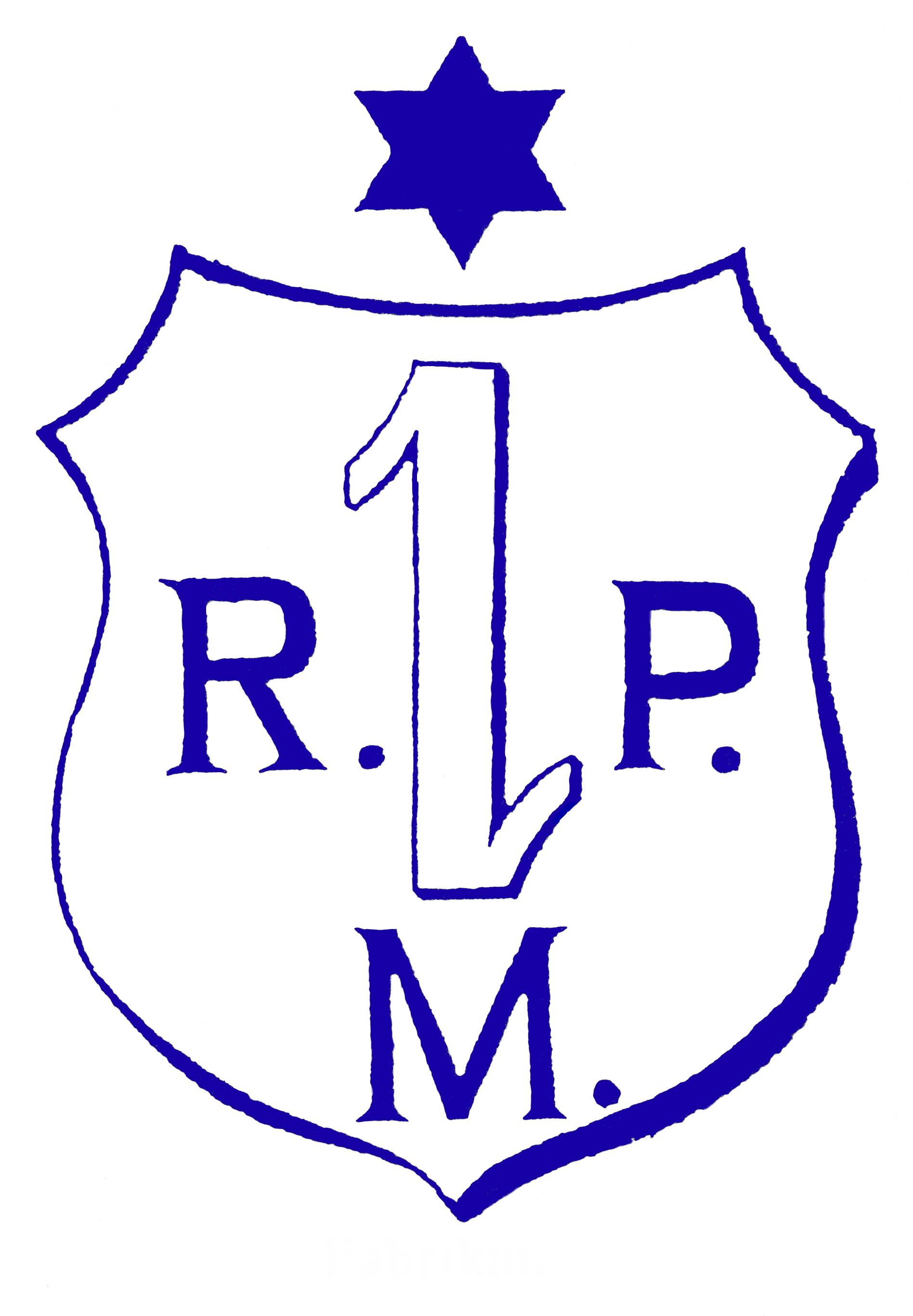
Firmenlogo der Rheinische Porzellanfabrik GmbH Mannheim

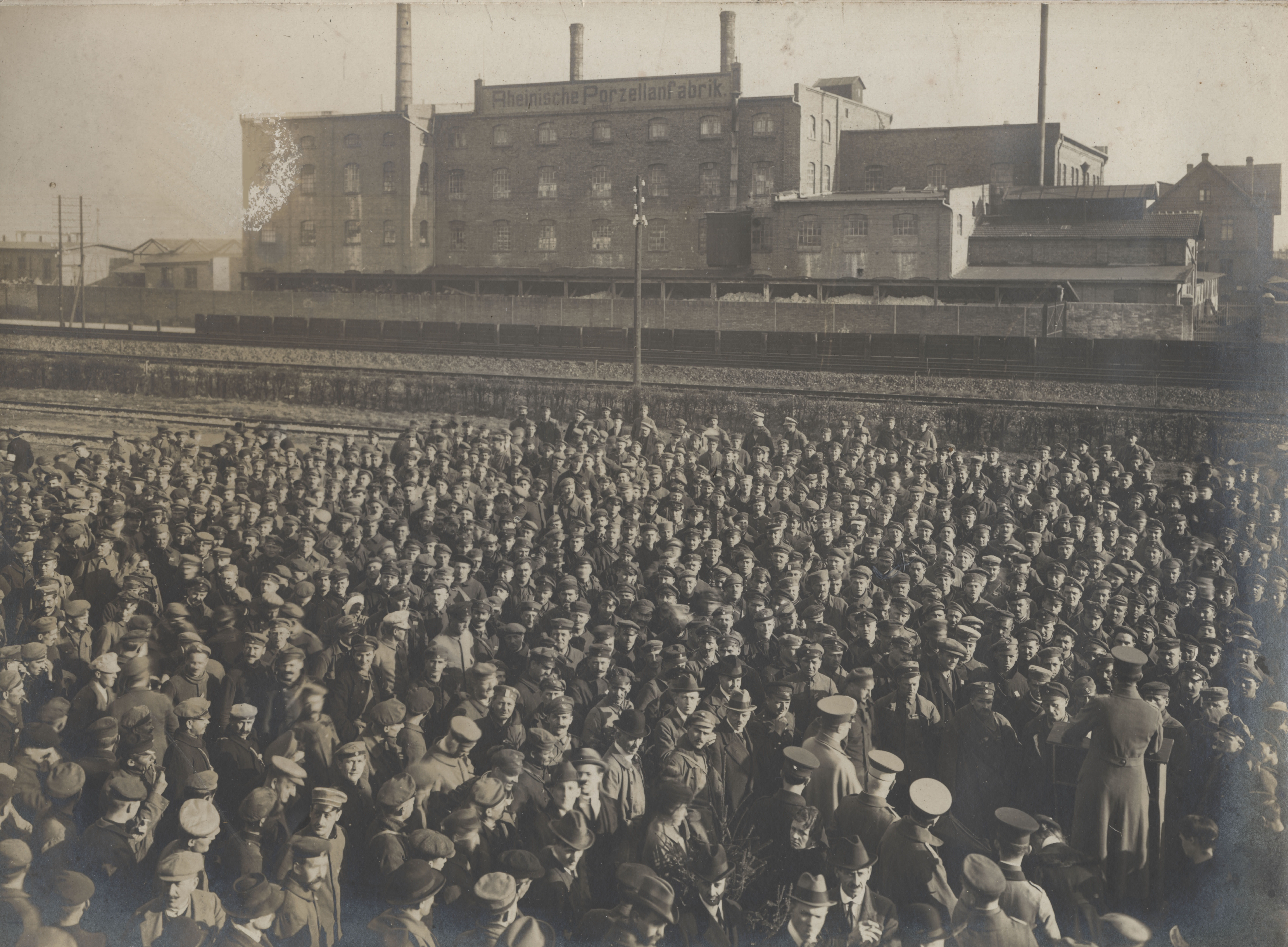
Fabrikgebäude der Rheinische Porzellanfabrik GmbH Mannheim um 1919

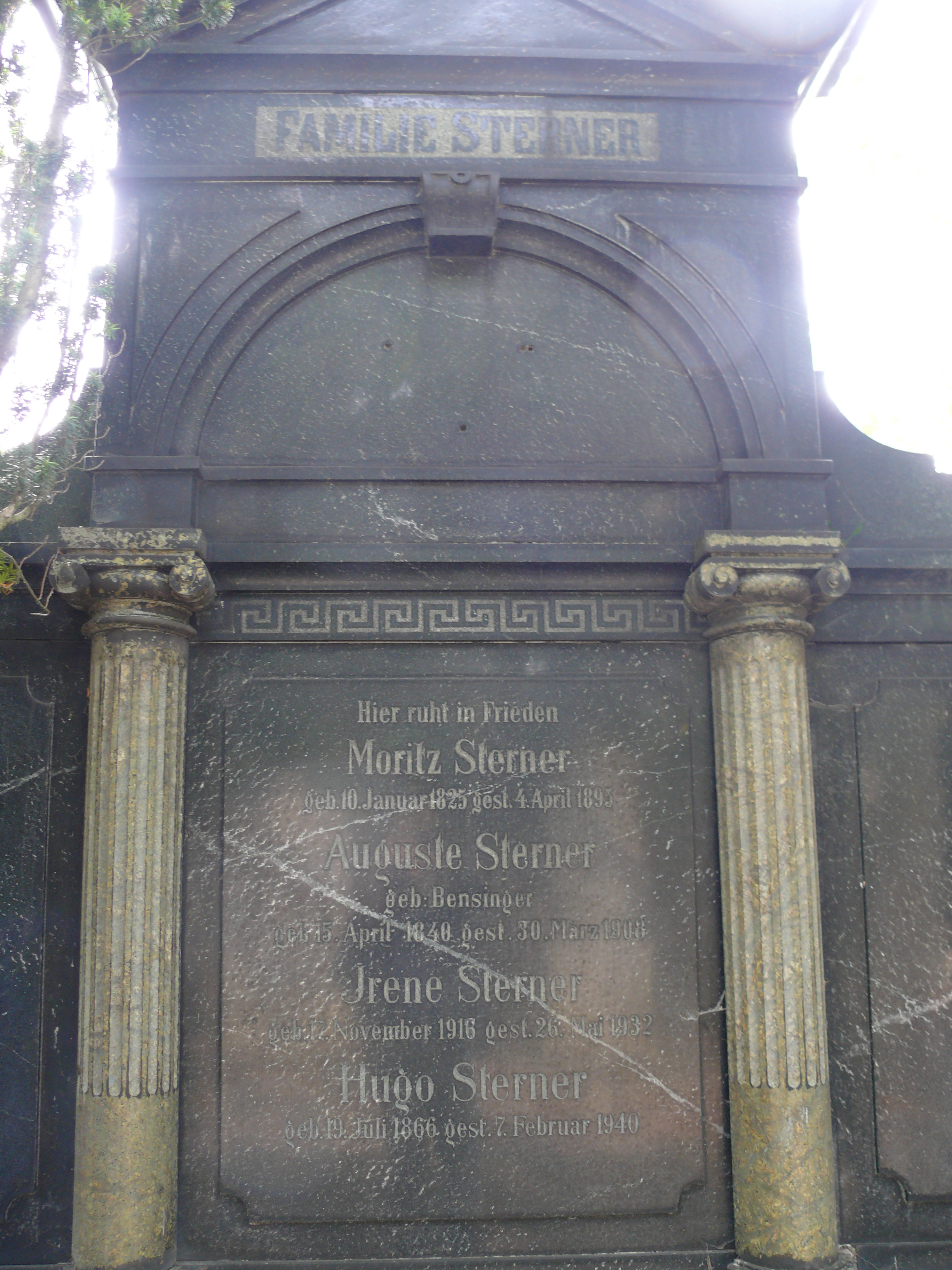
Grab der Familie Sterner auf dem jüdischen Friedhof Mannheim

Die Rheinische Porzellanfabrik Mannheim war eine Porzellanfabrik in Mannheim, die von 1887 bis 1933 bestand.

## Geschichte
Im Jahr 1887 wurde die Firma Moritz Sterner Porzellanmanufactur in Mannheim gegründet. Die erste Adresse war M 2, 17. Hugo Sterner übernahm 1894 nach dem Tod seines Vaters die Leitung der Porzellanmanufaktur. Die Produktion umfasste zu dieser Zeit Hotelporzellan, Tafel- und Kaffeeporzellan sowie Waschporzellan. 1898 wurden in das Produktionsprogramm Exportartikel und Porzellanfotografien aufgenommen. Hugo Sterner gründete 1899 die Rheinische Porzellanfabrik GmbH, Mannheim. Beide Firmen hatten ihren Sitz immer noch an der alten Adresse in Mannheim. Auch in der neuen Firma war Hugo Sterner Geschäftsführer.
1901 wurde Sebald Salmony in die Geschäftsführung beider Firmen berufen. Die Fabrikation der Rheinischen Porzellanfabrik wurde nach Mannheim, ins Sandgewann 8, verlegt. 1902 wurden die Manufakturen beider Firmen in die Käfertaler Siemensstraße verlegt. Der Wohnsitz der jüdischen Familie Sterner blieb aber M 2, 17 in Mannheim. Salmony gab 1911 seine Tätigkeit als Geschäftsführer auf und Erich Kirchberg trat in die Geschäftsführung ein. Der Sitz beider Firmen wurde 1930 in die Lachnerstr. 11 verlegt. Die Firma Moritz Sterner ergänzte das Produktionsprogramm durch Brauereiartikel. Kurz darauf verkaufte Hugo Sterner das Gelände in der Siemensstraße an die Firma BBC. Ein letztes Mal wechselten beide Firmen ihren Sitz 1932. Die letzte Adresse war die Karl-Ludwig-Straße 23 in Mannheim. Mit Schreiben vom 6. November 1933 an das Amtsgericht Mannheim erklärte Hugo Sterner die Auflösung der Rheinischen Porzellanfabrik GmbH, Mannheim und somit die Streichung aus dem Handelsregister. Er schlug sich selbst als Liquidator vor. Die Firma Moritz Sterner, Porzellanmanufactur, Mannheim, blieb vorerst bestehen.
Hugo Sterner verstarb am 7. Februar 1940 um 12:45 Uhr im Israelitischen Krankenhaus in Mannheim. Die Beisetzung erfolgte im Familiengrab der Familie Sterner auf dem jüdischen Friedhof in Mannheim. Gleichzeitig erlosch auch die Firma Moritz Sterner, Porzellanmanufactur GmbH, Mannheim.

## Bodenmarken
Eine Besonderheit war die eingeprägte Unterglasur-Bodenmarke.

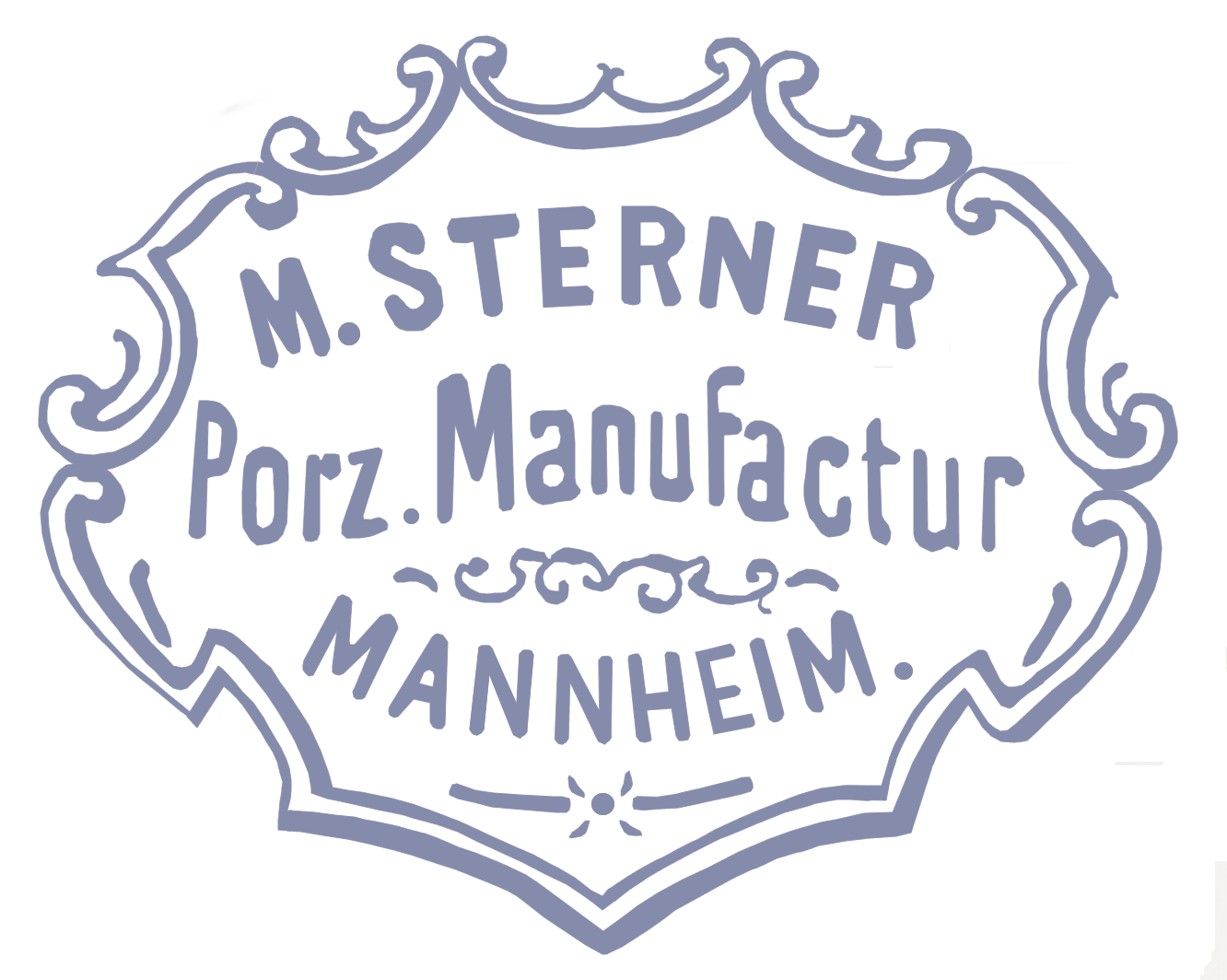
Bodenmarke der Moritz Sterner Porzellanmanufactur Mannheim
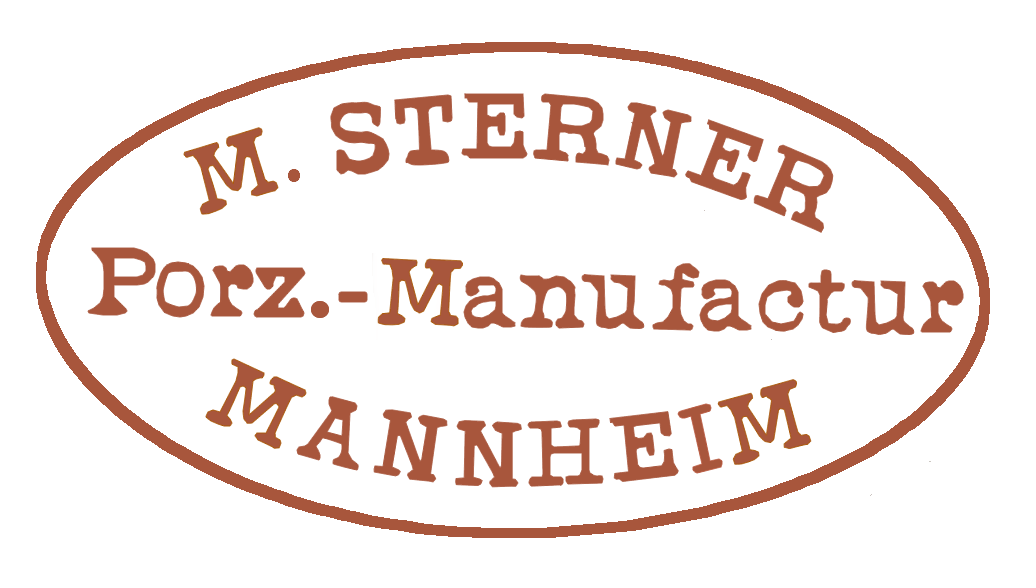
Bodenmarke der Moritz Sterner Porzellanmanufactur Mannheim
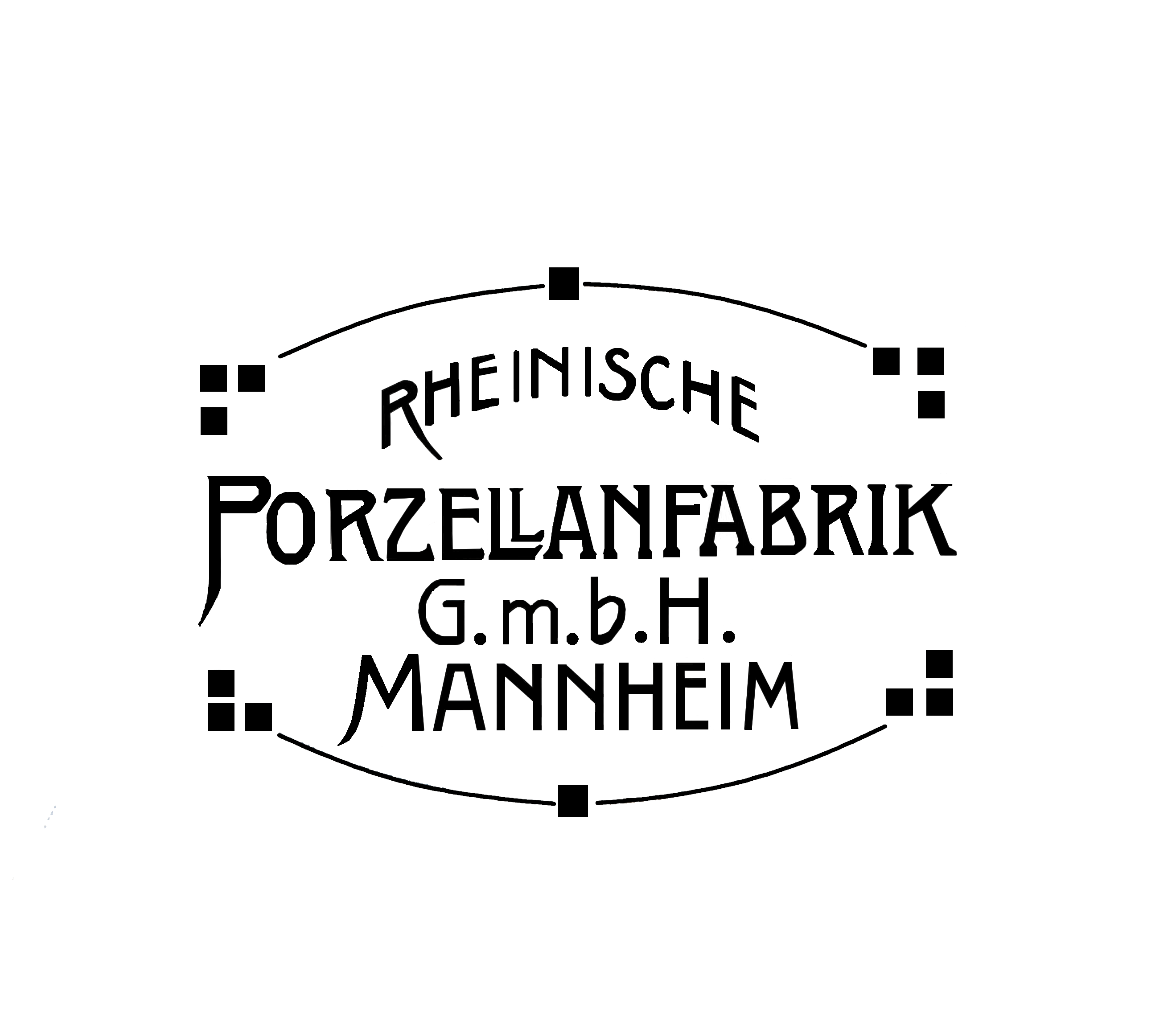
Bodenmarke der Rheinischen Porzellanfabrik Mannheim
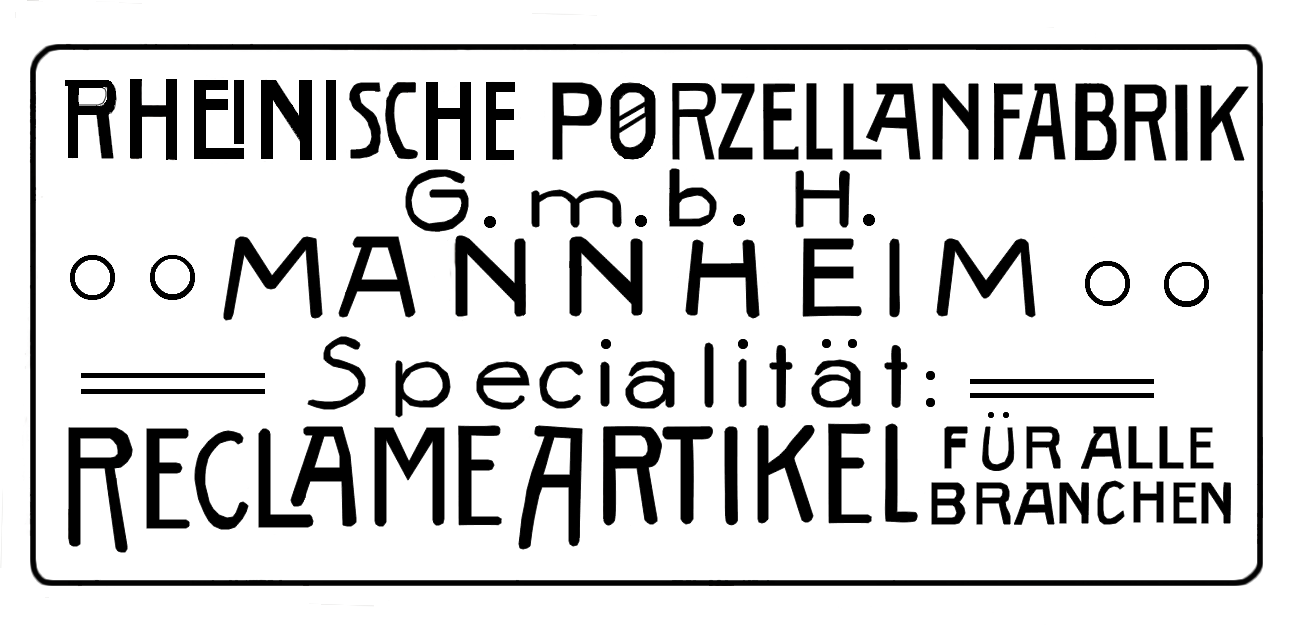
Bodenmarke Werbeartikel der Rheinischen Porzellanfabrik Mannheim
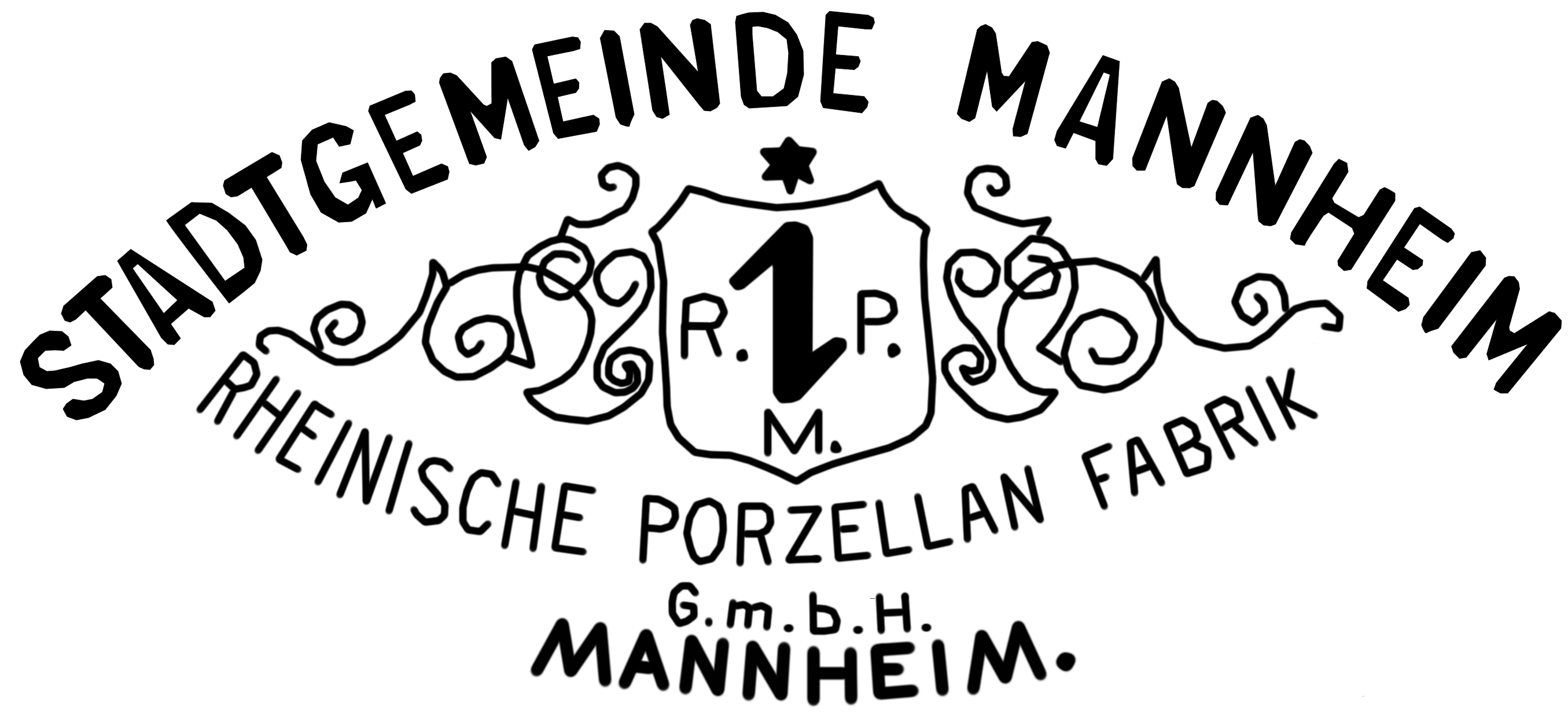
Bodenmarke Sonderanfertigung „Stadt Mannheim“ der Rheinischen Porzellanfabrik Mannheim
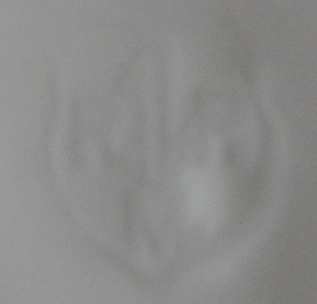
Eingeprägte Unterglasur-Bodenmarke der Rheinischen Porzellanfabrik Mannheim ab 1900
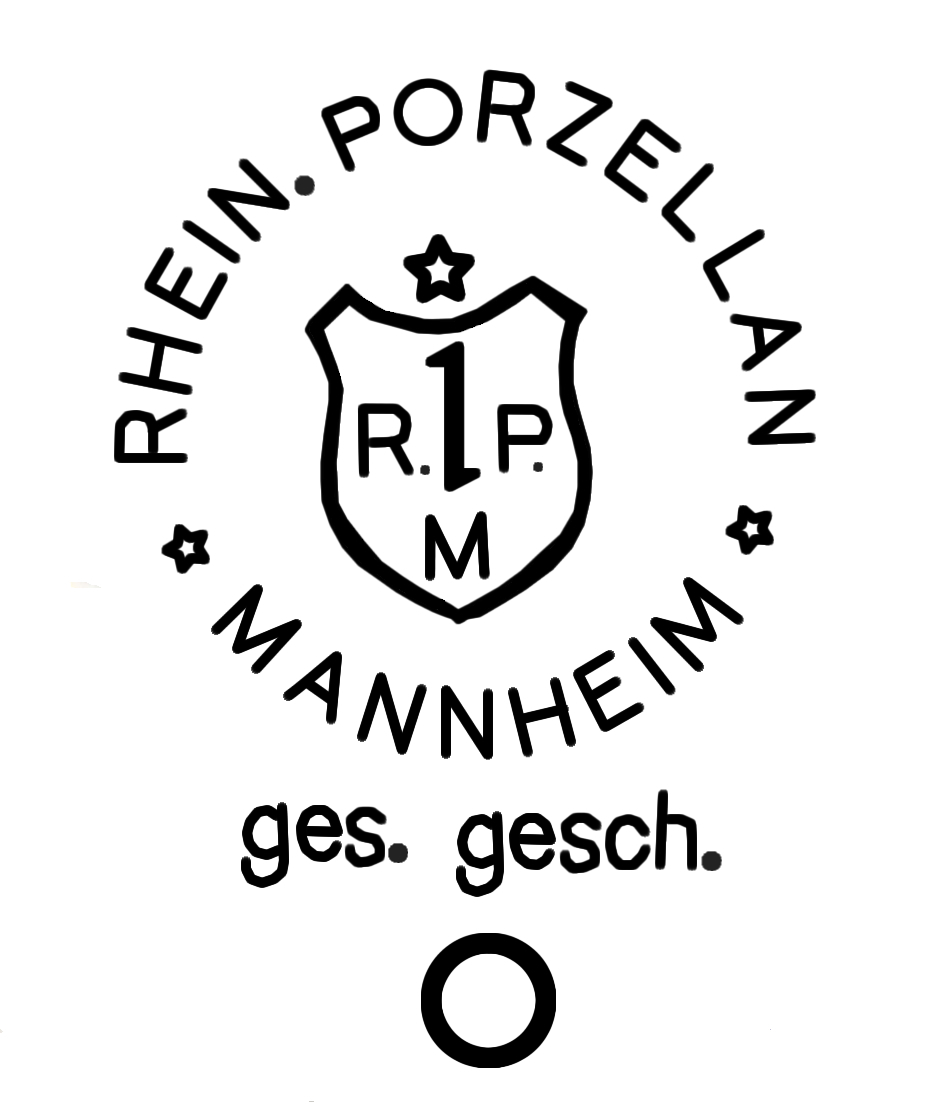
Bodenmarke Rheinische Porzellanfabrik GmbH, Mannheim
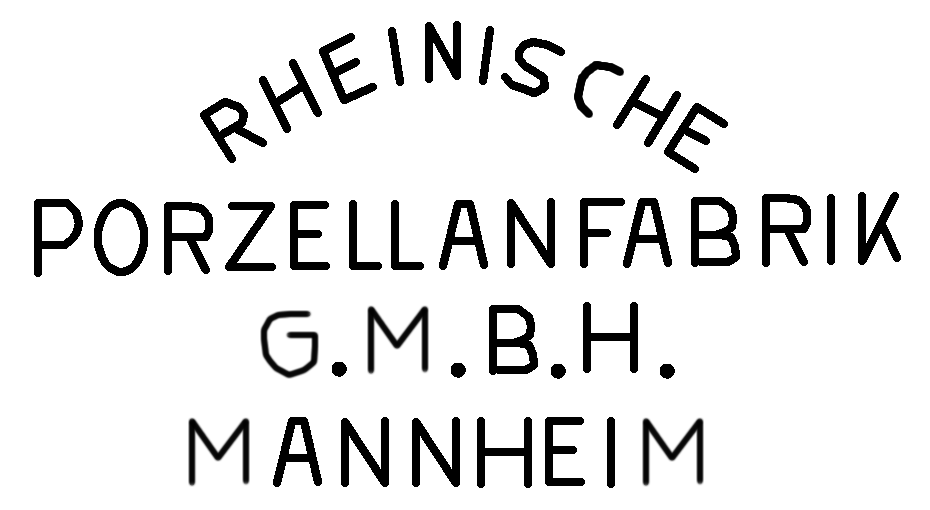
Bodenmarke Rheinische Porzellanfabrik GmbH, Mannheim
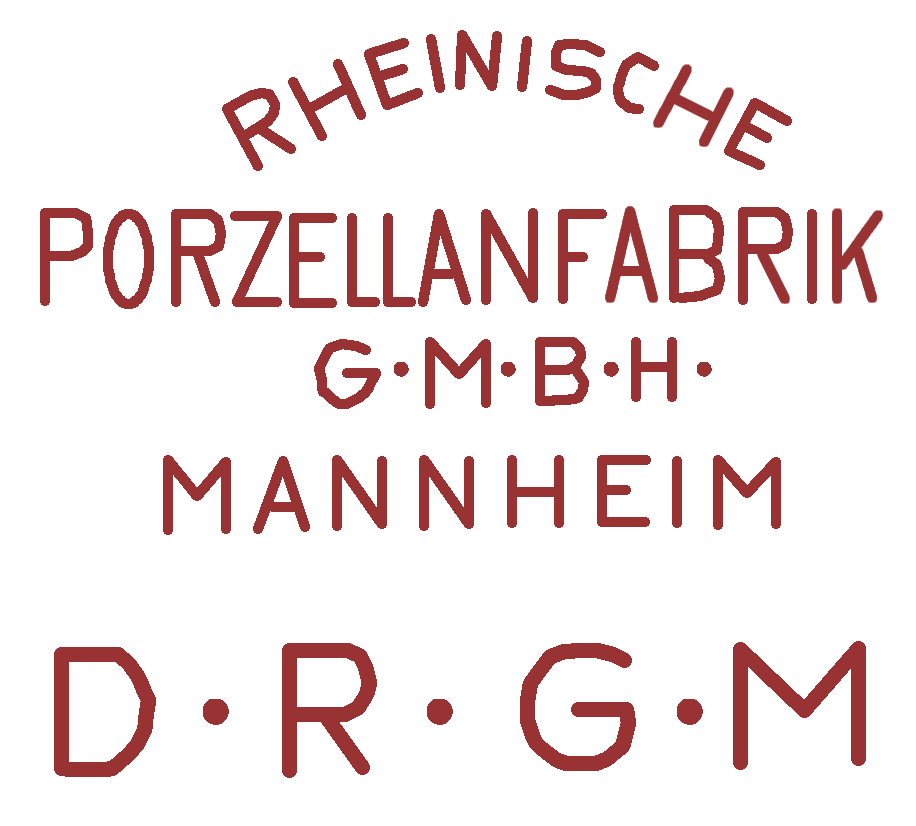
Bodenmarke Rheinische Porzellanfabrik GmbH, Mannheim
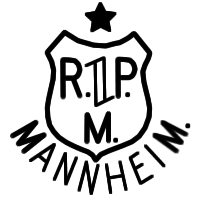
Bodenmarke Rheinische Porzellanfabrik GmbH, Mannheim
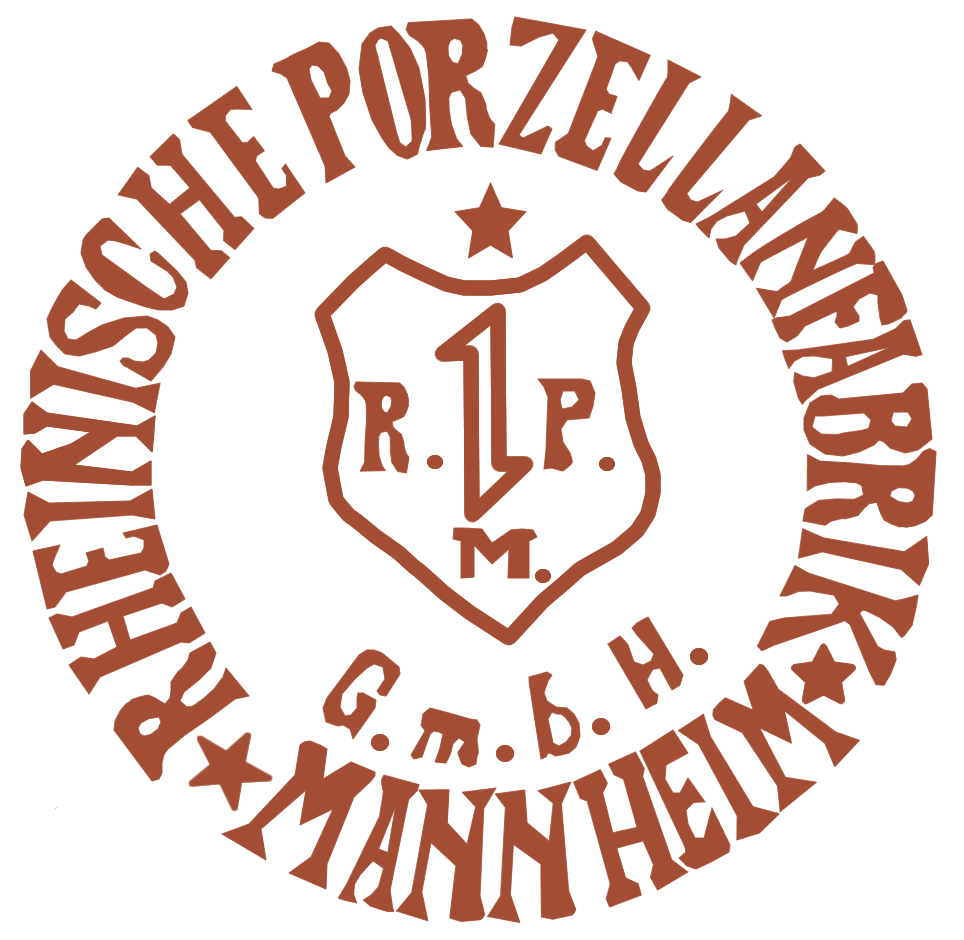
Bodenmarke Rheinische Porzellanfabrik GmbH, Mannheim
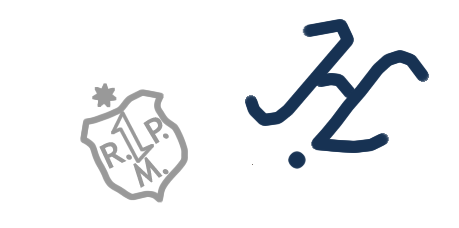
Ausformung Frankenthaler Porzellan Marke ab 1909      -Hannong-
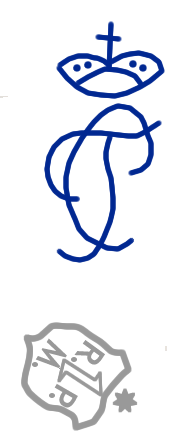
Ausformung Frankenthaler Porzellan mit CT-Marke
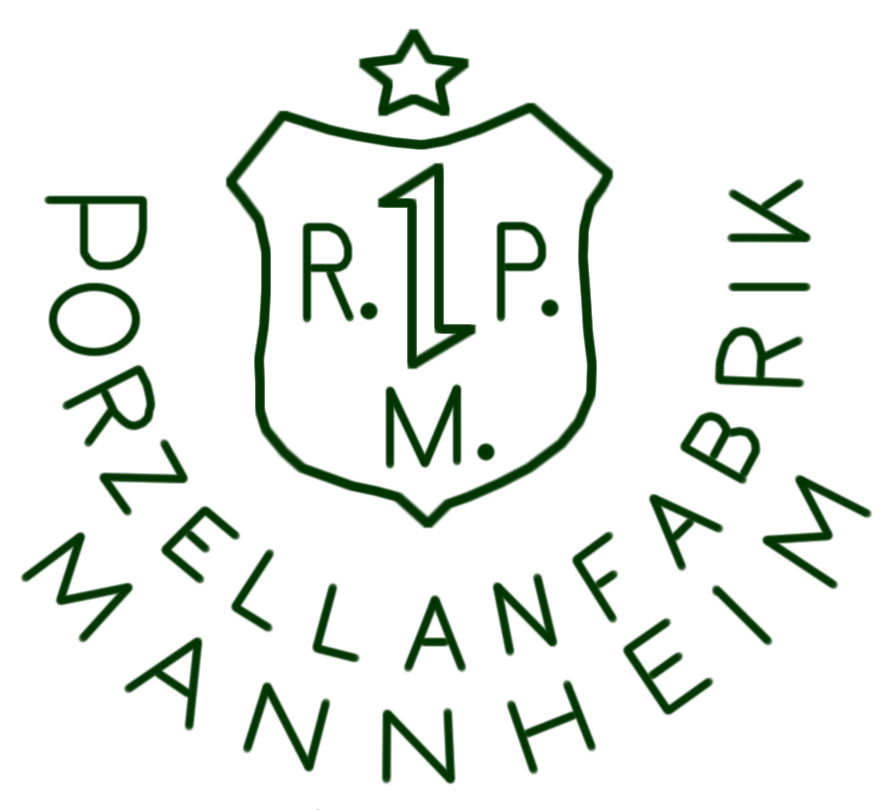
Bodenmarke Rheinische Porzellanfabrik GmbH, Mannheim
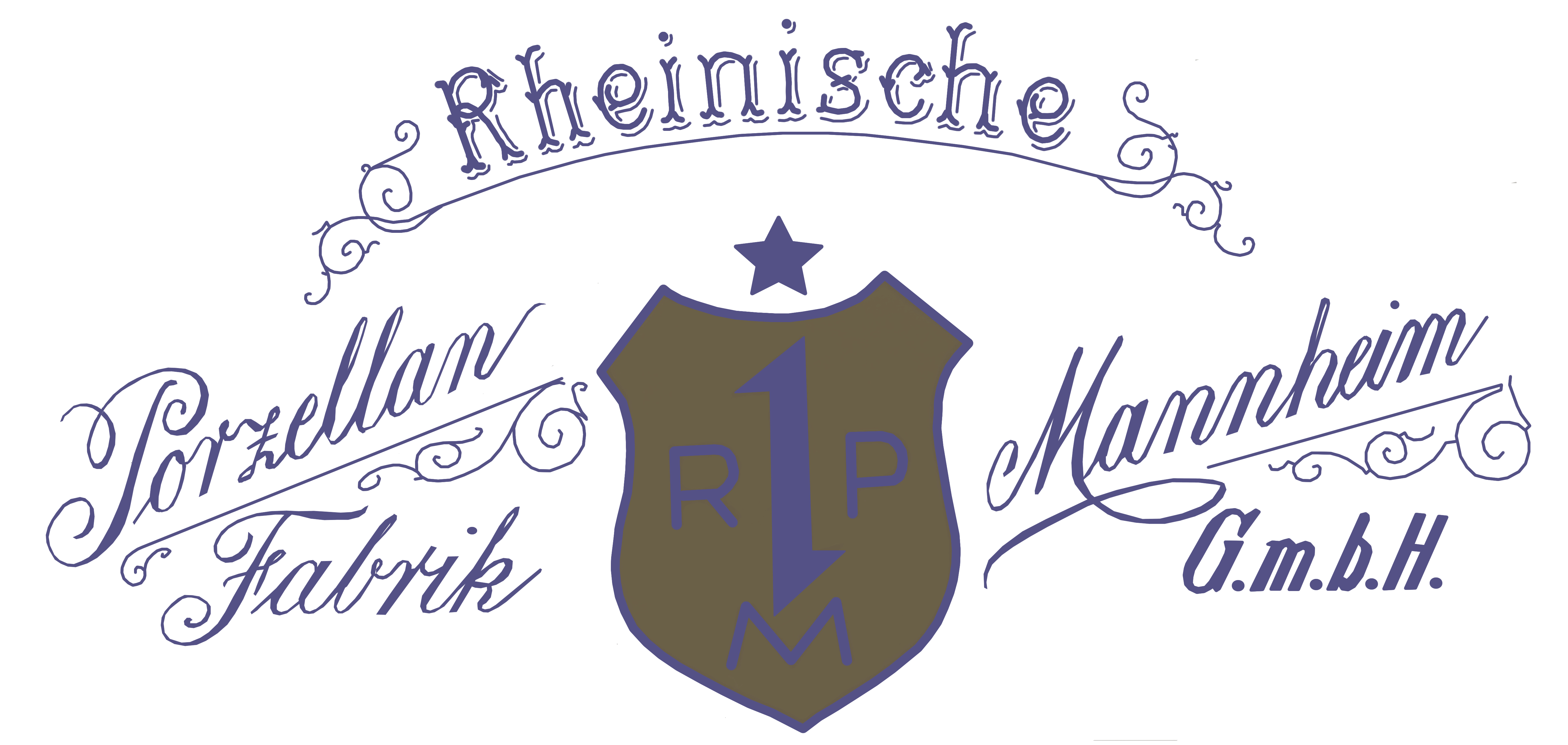
Decor 1928
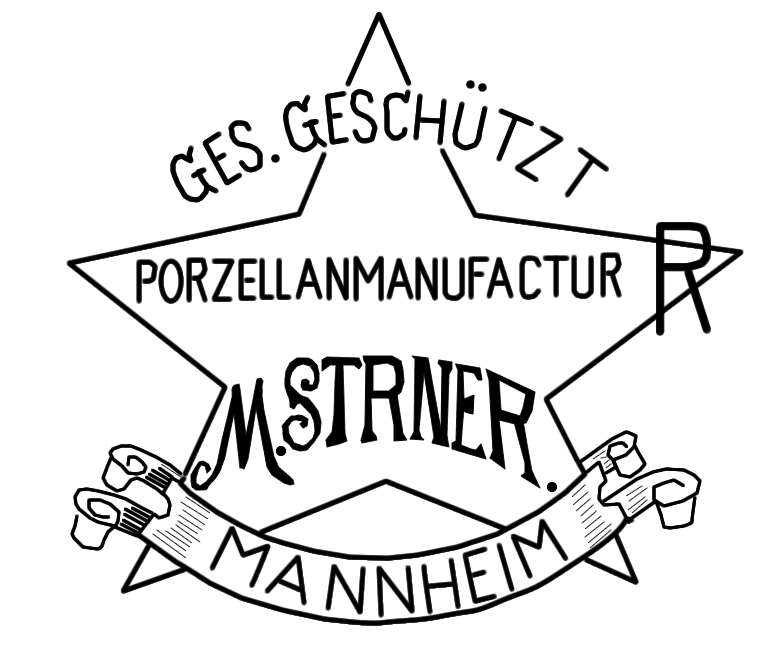
Bodenmarke Moritz Sterner mit SCHREIBFEHLER